# Александровское (Харьковская область)
Алекса́ндровское (укр. Олександрівське; до 2016 г. — Улья́новка) — село, Чапаевский поселковый совет, Кегичёвский район, Харьковская область, Украина.
Код КОАТУУ — 6323155605. Население по переписи 2001 года составляет 646 (309/337 м/ж) человек.

## Географическое положение
Село Александровское находится на левом берегу реки Шляховая, выше по течению и на противоположном берегу — пгт Слобожанское, ниже по течению на расстоянии в 2 км расположено село Парасковия.

## История
- 1900 — дата основания.

## Экономика
- Молочно-товарная, птице-товарная и свино-товарная фермы, машинно-тракторные мастерские.